# Петронія

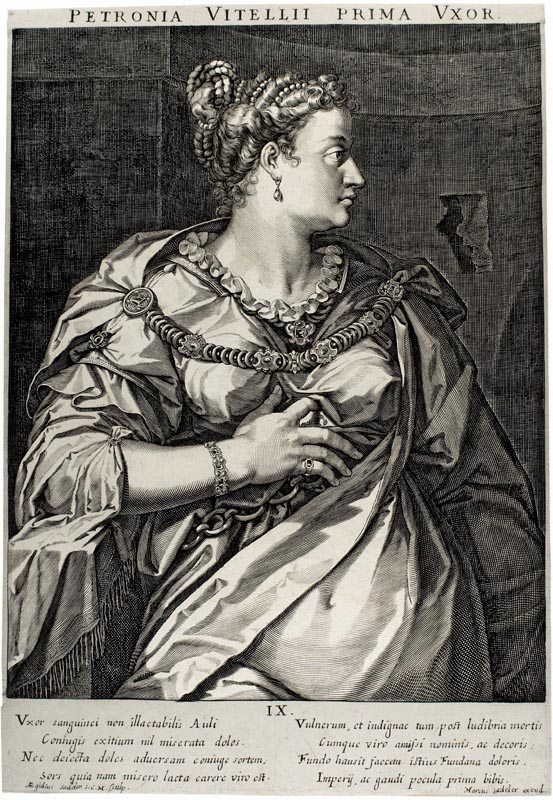
Петронія

Петронія (20 — 53) — дружина римського імператора Авла Вітеллія.

## Життєпис
Походила з роду вершників Петронієв. Донька Публія Петронія, консула-суфекта 19 року, та Плавтії. У першому шлюбі була одружена з Авлом Вітеллієм, згодом імператором 69 року. Петронія мала від нього сина Вітеллія Петроніана.
Незабаром після розлучення з Вітеллієм вийшла заміж за Корнелія Долабеллу. У заповіті призначила спадкоємцем свого сина від Вітеллія, поставивши умовою його вихід з-під батьківської влади.

## Родина
1. Чоловік — Авл Вітеллій, імператор 69 року.
Діти:
- Вітеллій Петроніан

2. Чоловік — Гней Корнелій Долабелла.
Діти:
- Сервій Корнелій Долабелла Петроніан, консул-суфект 86 року.